# Wolfgang Hopyl
Wolfgang Hopyl war ein Drucker in Paris.
Er stammte wahrscheinlich aus Utrecht oder Den Haag. 1489 kam er nach Paris. 1494 bis 1500 war er Partner von Jean Himan (Higmanus) und 1503/03 Partner von Henricus Stephanus. Ab 1494 druckte er auch für den englischen Markt, wie für den Londoner Schreibwarenhändler Nicolas Lecomte Liber synonymorum  und 1495 Liber Festivalis. 1496/97 beschäftigte er David Lauxius aus Edinburgh, der später Lehrer in Arras und Freund von Badius Ascensius wurde. Ab 1512 druckte er für Franz Birckmann, ebenso wie für den Kölner Buchhändler Gottfried Hittorp (* um 1485/1490; † 1573).
In den meisten seiner Bücher findet sich das Motto Fortuna opes aufferre: non animum potest.